# Barbados herrlandslag i fotboll
Barbados herrlandslag i fotboll spelade sin första match den 20 april 1929 då man slog Trinidad och Tobago med 3–0 på hemmaplan.

## Historik
Barbados lade nästan alla sina pengar på spelare från andra länder men förlorade ändå mot USA. Barbados hoppas på bättre tider. Professionella spelare är det inte gott om på Barbados och den mest kända är Paul Ifill som spelar i Crystal Palace. The Bajan Braves, som laget kallas, tog sig förbi Dominica i första omgången men kunde inte upprepa vinsterna i andra omgången. Nordamerikanska mästarna USA krossade Barbados med 8-0 i den första matchen. Barbados spelade bättre i den andra omgången men förlorade ändå med 1-0. 2004 skrällde man när spelade 1-1 mot Nordirland. 

### VM
- 1930 till 1974 - Deltog ej
- 1978 - Kvalade inte in
- 1982 - Deltog ej
- 1986 - Drog sig ur
- 1990 - Deltog ej
- 1994 till 2018 - Kvalade inte in

I kvalet till VM i Tyskland 2006 åkte man ut i första omgången efter två förluster mot Saint Kitts och Nevis.

### Concacaf Gold Cup
- 1963 till 1973 - Deltog ej
- 1977 - Kvalade inte in
- 1981 - Deltog ej
- 1985 - Drog sig ur
- 1989 - Deltog ej
- 1991 - Deltog ej
- 1993 - Kvalade inte in
- 1996 - Kvalade inte in
- 1998 - Kvalade inte in
- 2000 - Kvalade inte in
- 2002 - Kvalade inte in
- 2003 - Kvalade inte in
- 2005 - Kvalade inte in
- 2005 - Kvalade inte in

### Karibiska mästerskapet
- 1989 - Deltog ej
- 1990 - Första omgången
- 1991 - Deltog ej
- 1992 - Kvalade inte in
- 1993 - Kvalade inte in
- 1994 - Första omgången
- 1995 - Kvalade inte in
- 1996 - Kvalade inte in
- 1997 - Kvalade inte in
- 1998 - Kvalade inte in
- 1999 - Kvalade inte in
- 2001 - Första omgången
- 2005 - 4:e plats (sist)
- 2007 - Första omgången